# Zincke醛
Zincke醛（Zincke aldehydes）即5-氨基-2,4-戊二烯醛类，属于供体-受体双烯类（donor-acceptor dienes），是吡啶盐与两分子仲胺发生作用然后水解得到的产物。此反应与Zincke反应类似，不过仲胺的使用令吡啶发生开环，而且端位的亚胺离子基团被水解为醛，最终得到非环取代氨基烯醛。
使用二硝基苯基以活化吡啶环的技术最早是由 Theodor Zincke 报道的。 以溴化氰活化吡啶环的方法则是由 W. König 分别报道。
相关综述：
Zincke 反应的一个变体最近（Vanderwal 2006）被用于新颖吲哚衍生物的合成。其中以溴化氰作为吡啶环的活化试剂。

2008年，Steinhardt 等在试图作分子内 Diels-Alder 反应时，偶然发现 Zincke 醛可在加热的条件下，以较高的立体选择性重排为相应的 Z-α,β,γ,δ-不饱和酰胺类。 次年，Steinhardt 又实现 Zincke 醛热重排-分子内 Diels-Alder 串联反应，成功构建产物中的多环内酰胺骨架。
2008年，Vanderwal 等又报道了利用 Zincke 醛与三丁基锡负离子作用、并用乙酰氯终止反应以合成4-锡基二烯醛类的反应。 这个反应的产物可用作 Stille 反应合成新颖多烯结构的原料。
2009年，Vanderwal 等 （页面存档备份，存于）报道了由色胺衍生出的 Zincke 醛，在以强碱处理时重排为环合烯醛的反应(表环加成)。此反应被用于马钱子生物碱 norfluorocurarine 的全合成中。